# Resurrección de San Francisco al Prato
La Resurrección de San Francisco al Prato es un cuadro del pintor italiano del Renacimiento Pietro Perugino, que data de alrededor de 1499. Se encuentra en la Pinacoteca Vaticana, Roma.

## Historia
La obra toma su nombre de la iglesia de San Francesco al Prato de Perugia, donde se encontraba originalmente. Se encargó en 1499 y se terminó presumiblemente hacia 1501. Durante los expolios de obras de arte que siguieron a las invasión napoleónica francesa de Italia, fue llevada a París. Regresó a Italia en 1815, y desde entonces se expone en la pinacoteca de los Museos Vaticanos.
Según el historiador del arte Giovanni Battista Cavalcaselle,  Rafael, entonces asistente de Perugino, tuvo un papel importante en la ejecución de la Resurrección. Sin embargo, esta opinión es generalmente rechazada por la mayoría de los demás historiadores del arte.

## Descripción
La obra sigue un esquema típico del arte de Perugino. La divinidad, en este caso Jesús resucitado, se representa dentro de una mandorla que ocupa la parte superior del cuadro, entre ángeles. La parte inferior muestra, sobre un paisaje de fondo, el sarcófago abierto y varios soldados romanos, tres de los cuales duermen y uno se despierta por el milagro. Otro ejemplo del esquema es la Transfiguración contemporánea en el «Colegio del Cambio» de Perugia.
La figura de Cristo, que sostiene la bandera simbólica de la resurrección, tiene la armonía y la suavidad típicas de las obras de madurez de Perugino, con un pecho detallado y un drapeado brillante con pliegues profundos. Los dos ángeles a sus lados son simétricos, y se obtuvieron del mismo cartón (utilizado por el artista y su taller también en otras obras, como la Virgen en gloria con santos de Bolonia). 
El sarcófago tiene su tapa correctamente pintada según la perspectiva. Los soldados también están pintados con atenciones y detalles, como la fantasiosa cresta del casco, también presente en los frescos del Colegio del Cambio.